# Dekanat Paderborn
Das Dekanat Paderborn ist ein römisch-katholisches Dekanat im Erzbistum Paderborn. Es deckt den Kreis Paderborn ohne das Gebiet des Altkreis Bürens ab.
Das Dekanat mit Sitz in Paderborn gliedert sich in fünf Pastoralverbünde und einen Pastoralen Raum. Durch die geplante Zusammenlegung der Pastoralverbünde Borchen und Elsen-Wewer reduziert sich die Zahl der Pastoralverbunde auf drei und ein zweiter Pastoraler Raum wird gebildet. Bis 2025 sollen weitere Pastoralverbunde zu Pastoralen Räumen zusammengelegt werden. Leitender Dechant ist Dechant Benedikt Fischer, Leiter des Pastoralverbunds Paderborn Mitte-Süd.

## Übersicht ehemaliger und aktueller Pfarrkirchen
In den folgenden Tabellen sind alle Kirchen dargestellt, die in der Vergangenheit die Funktion einer Pfarrkirche innehatten oder aktuell eine Pfarrkirche sind. Neben den gelisteten Kirchen war auch der Dom Paderborn bis 1998 eine Pfarrkirche.
Pastoralverbund Paderborn Nord-Ost-West
| Bild                         | Gemeinde       | Kirche           | Ort       | Ehemaliger Pastoralverbund |
| ---------------------------- | -------------- | ---------------- | --------- | -------------------------- |
| Bonifatiuskirche (Paderborn) | St. Bonifatius | St. Bonifatius   | Paderborn | Paderborn Nord-Ost         |
| St. Stephanus (Paderborn)    | St. Bonifatius | St. Stephanus    | Paderborn | Paderborn Nord-Ost         |
| Paderborn St. Heinrich       | St. Heinrich   | St. Heinrich     | Paderborn | Paderborn Nord-Ost         |
| St. Laurentius (Paderborn)   | St. Laurentius | St. Laurentius   | Paderborn | Paderborn West             |
| Herz Jesu (Paderborn)        | Herz Jesu      | Herz-Jesu-Kirche | Paderborn | Paderborn West             |
| St. Georg (Paderborn)        | St. Georg      | St. Georg        | Paderborn | Paderborn West             |

Pastoralverbund Paderborn Mitte Süd
| Bild                                        | Gemeinde       | Kirche         | Ort       | Ehemaliger Pastoralverbund |
| ------------------------------------------- | -------------- | -------------- | --------- | -------------------------- |
| St. Meinolf (Paderborn)                     | St. Julian     | St. Meinolf    | Paderborn |                            |
| Paderborn St. Kilian                        | St. Julian     | St. Kilian     | Paderborn |                            |
| Paderborn St. Elisabeth                     | St. Julian     | St. Elisabeth  | Paderborn |                            |
| Maria zur Höhe (Paderborn)                  | St. Marien     | Maria zur Höhe | Paderborn | Paderborn Süd-Ost-Dahl     |
| St. Hedwig (Paderborn)                      | St. Hedwig     | St. Hedwig     | Paderborn | Paderborn Süd-Ost-Dahl     |
| St. Margaretha (Dahl)                       | St. Margaretha | St. Margaretha | Dahl      | Paderborn Süd-Ost-Dahl     |
| Marktkirche (Paderborn)                     | St. Liborius   | Marktkirche    | Paderborn |                            |
| Busdorfkirche (Paderborn Busdorfkirche.jpg) | St. Liborius   | Busdorfkirche  | Paderborn |                            |
| Gaukirche (Paderborn)                       | St. Liborius   | Gaukirche      | Paderborn |                            |

Pastoraler Raum An Egge und Lippe
| Bild                              | Gemeinde             | Kirche               | Ort             | Pastoralverbund           |
| --------------------------------- | -------------------- | -------------------- | --------------- | ------------------------- |
| St. Martin (Bad Lippspringe)      | St. Martin           | St. Martin           | Bad Lippspringe | Bad Lippspringe-Schlangen |
| St.-Pankratius-Kirche in Anröchte | St. Marien           | St. Marien           | Bad Lippspringe | Bad Lippspringe-Schlangen |
| St. Marien (Schlangen)            | St. Marien           | St. Marien           | Schlangen       | Bad Lippspringe-Schlangen |
| St. Marien (Neuenbeken)           | St. Marien           | St. Marien           | Neuenbeken      | Eggevorland               |
| St. Alexius (Benhausen)           | St. Alexius          | St. Alexius          | Benhausen       | Eggevorland               |
| St. Joseph (Marienloh)            | St. Joseph           | St. Joseph           | Marienloh       | Eggevorland               |
| Heilig Kreuz (Altenbeken)         | Heilig Kreuz         | Heilig-Kreuz-Kirche  | Altenbeken      | Egge                      |
| St. Dionysius (Buke)              | St. Dionysius        | St. Dionysius        | Buke            | Egge                      |
| St. Johannes Baptist (Schwaney)   | St. Johannes Baptist | St. Johannes Baptist | Schwaney        | Egge                      |

Pastoraler Raum Elsen-Wewer-Borchen
| Bild                         | Gemeinde                     | Kirche                       | Ort          | Pastoralverbund |
| ---------------------------- | ---------------------------- | ---------------------------- | ------------ | --------------- |
| St. Dionysius (Elsen)        | St. Dionysius                | St. Dionysius                | Elsen        | Elsen-Wewer     |
| St. Johannes Baptist (Wewer) | St. Johannes Baptist         | St. Johannes Baptist         | Wewer        | Elsen-Wewer     |
| St. Meinolfus (Dörenhagen)   | St. Meinolfus                | St. Meinolfus                | Dörenhagen   | Borchen         |
| St. Michael (Kirchborchen)   | St. Michael                  | St. Michael                  | Kirchborchen | Borchen         |
| St. Laurentius (Nordborchen) | St. Laurentius               |                              | Nordborchen  | Borchen         |
| St. Walburga (Alfen)         | St. Walburga                 | St. Walburga                 | Alfen        | Borchen         |
| St. Simon (Etteln)           | St. Simon und Judas Thaddäus | St. Simon und Judas Thaddäus | Etteln       | Borchen         |

Pastoralverbund Schloß Neuhaus
| Bild                          | Gemeinde   | Kirche                     | Ort            | Pastoralverbund |
| ----------------------------- | ---------- | -------------------------- | -------------- | --------------- |
| St. Heinrich u Kunigunde (SN) | Hl. Martin | St. Heinrich und Kunigunde | Schloß Neuhaus | Schloß Neuhaus  |
| St. Josef (Mastbruch)         | Hl. Martin | St. Joseph                 | Mastbruch      | Schloß Neuhaus  |
|                               | Hl. Martin | St. Michael                | Sennelager     | Schloß Neuhaus  |
|                               | Hl. Martin | St. Marien                 | Sande          | Schloß Neuhaus  |